# Моя сім'я (фільм, 1982)
«Моя сім'я» («Mana ģimene») — радянський двосерійний телефільм 1982 року, знятий режисером Петерісом Криловсом на Ризькій кіностудії.

## Сюжет
Родина Ронісонов схожа на багато міських родин, де батьки захоплені своєю роботою, де всього одна дитина, де ритм життя і налагоджений побут створюють зовнішнє відчуття повного благополуччя. Такою вона постає перед очима телеглядачів у передачі «Сімейні діалоги». Але інакше сприймає багато сімейних подій син Роберт. Він чуйно вловлює невідповідності в поведінці та словах батьків, болісно реагує на кожну неправду, почувається самотнім і незрозумілим. Відверта брехня, яка існує у взаєминах батьків, переповнює чашу терпіння Роберта.

## У ролях
- Хелга Данцберга — Зайга
- Улдіс Думпіс — Валтер
- Артур Блуш — Роберт
- Солвіта Єрмака — Байба
- Ліга Лієпіня — Айя
- Ніна Леймане — мати Зайгі
- Дзінтра Клетнієце — мама Байби
- Маріс Янсон — Маріс, брат Байби
- Ірина Томсоне — директор школи
- Айварс Богданович — Парковіц
- Яніс Даукст — Мунціс
- Айна Матіса — вчителька літератури
- Сарміте Сіле — ведуча телебачення
- Марта Віденієце — Марта, працівниця телебачення
- Гунта Гріва — вчителька
- Юріс Хіршс — роль другого плану
- Юріс Вінтерс — роль другого плану
- Вайроніс Яканс — завгосп
- Майя Деке — роль другого плану
- Анна Ейжвертиня — роль другого плану
- Велта Скурстене — Емма
- Олексій Михайлов — Михайлов, капітан міліції
- Ромуалдс Анцанс — батько Байби
- Яніс Блумс — роль другого плану
- Роман Грабовскіс — роль другого плану
- Харійс Спановскіс — роль другого плану

## Знімальна група
- Режисер — Петеріс Криловс
- Сценарист — Алвіс Лапіньш
- Оператор — Мікс Звірбуліс
- Композитор — Егіл Страуме
- Художник — Гунар Балодіс